# Passage des Arts
Ne doit pas être confondu avec Passage des arts.
Le passage des Arts est une voie du 14e arrondissement de Paris, en France.

## Situation et accès

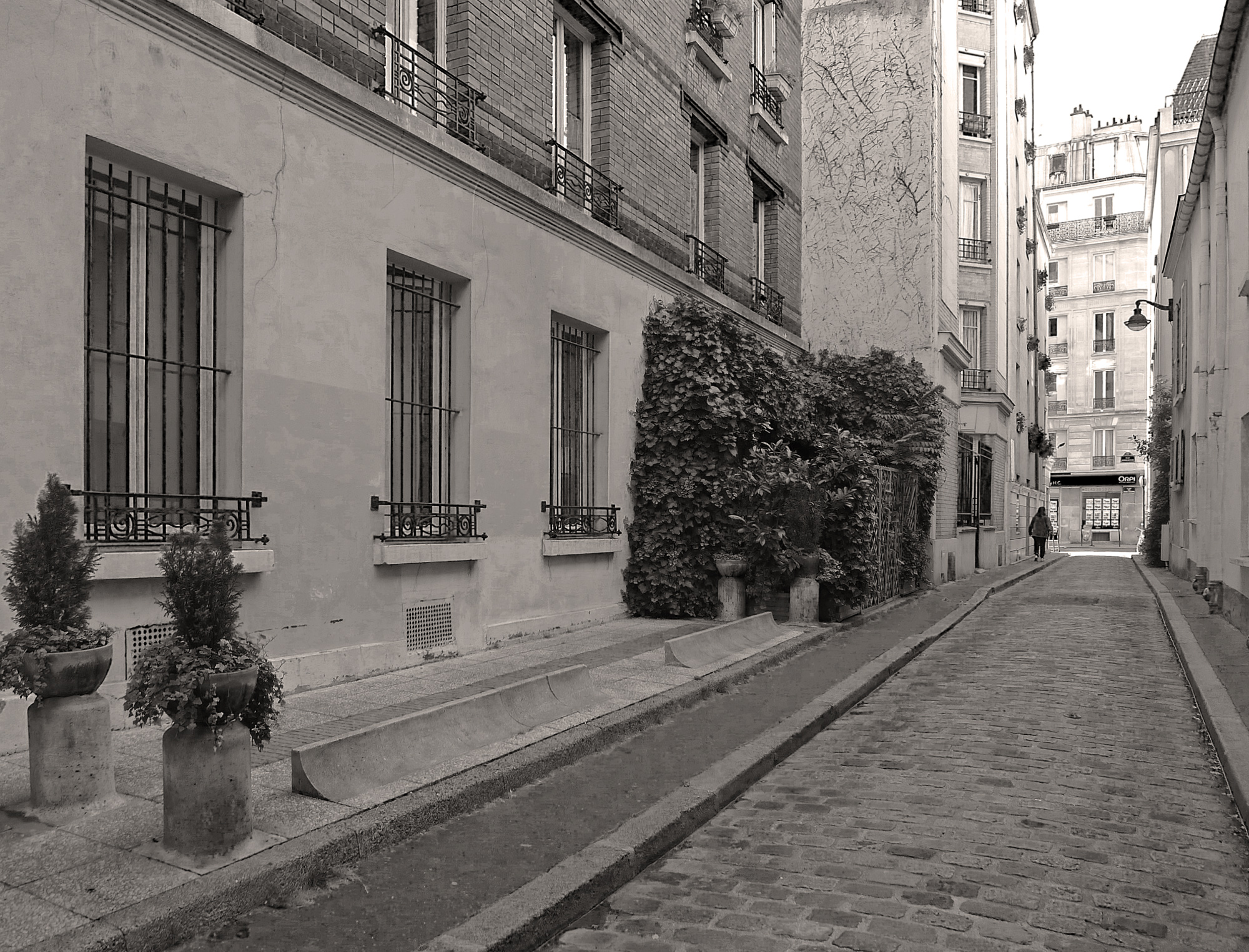
Passage vu en direction de la rue Raymond-Losserand.

Le passage des Arts est situé dans le 14e arrondissement de Paris. Il débute au 31, rue Raymond-Losserand et se termine au 14, rue Édouard-Jacques.

## Origine du nom
Cette voie son nom au fait qu'elle est une ancienne résidence d'artistes.

## Historique
Le passage des Arts est ouvert en 1839 au Petit-Montrouge, territoire de la commune de Montrouge. Il a conservé son nom lors de l'annexion du Petit-Montrouge par la Ville de Paris en 1860 et de son intégration dans la voirie parisienne. Il fait désormais partie du quartier de Plaisance.